# Pride (Arena)
Pride is het tweede studioalbum van Arena. Het is opgenomen in de eigen geluidsstudio van de band: Thin Ice Studio in Virginia Water, Verenigd Koninkrijk. Simon Hanhart verzorgde de mix en het album werd gemasterd in de Abbey Road Studio. De band had na de opname van het vorige album te maken met een vertrekkende zanger en de oplevering van de verplaatste en vernieuwde Thin Ice Studio. Ook de bassist werd vervangen, John Jowitt kwam vanuit IQ. Net als bij het vorige album werd verwezen naar religieuze en mythische personen. 

## Musici
- Paul Wrightson – zang
- Keith More – gitaars, achtergrondzang
- John Jowitt – basgitaar, achtergrondzang
- Clive Nolan – toetsinstrumenten, achtergrondzang
- Mick Pointer – slagwerk, achtergrondzang

## Muziek
| Nr. | Titel                     | Duur  |
| --- | ------------------------- | ----- |
| 1.  | Welcome to the cage       | 4:14  |
| 2.  | Crying for help V         | 2:53  |
| 3.  | Empire of a thousand days | 9:34  |
| 4.  | Crying for help VI        | 2:53  |
| 5.  | Medusa                    | 4:28  |
| 6.  | Crying for help VII       | 3:04  |
| 7.  | Fool’s gold               | 9:37  |
| 8.  | Crying for help VIII      | 5:12  |
| 9.  | Sirens                    | 13:42 |